# Pseudomystus siamensis
Pseudomystus siamensis — вид риб з роду Pseudomystus родини Bagridae ряду сомоподібні. Інша назва «сіамська косатка».

## Опис
Загальна довжина сягає 15 см. Спостерігається статевий диморфізм: самиця більша за самця. Голова коротка, у нижній частині сплощена. Очі маленькі, овальної форми. Морда закруглена. Має 4 пари коротких вусиків. Тулуб витягнутий. Спинний плавець помірно довгий, складається з 1 жорсткого та 7 м'яких променів. Жировий плавець високий, товстий, округлої форми. Грудні та черевні плавці невеличкі. На перших плавцях присутні дуже гострі колючки. Анальний плавець складається з 16-17 променів. Хвостовий плавець має сильно розвинені лопаті.
Голова темно-коричневого кольору. Забарвлення тіла від попільно-білого до жовтого кольору, по якому проходять поперечні смуги неправильно форми, що в залежності від настою риби змінюються від сірого до чорного. Очі красиві, криштально-блакитного кольору. Кожна з лопатей хвостового плавця має чорну пляму.

## Спосіб життя
Зустрічається у річках та струмках з помірною течією і кам'янисто-піщаними ґрунтами. Вдень ховається серед корчів та водоростей. Активна в присмерку та вночі. Живиться переважно личинками комах, а також іншими дрібними безхребетними.
Нерест відбувається на початку сезону дощів. Самець охороняє кладку з ікрою. Мальки з'являються у серпні. Зростає швидко.

## Розповсюдження
Мешкає у басейнах річок Меконг, Чао-Прайя та Меклонг.